# Convención sobre la protección y la promoción de la diversidad de las expresiones culturales

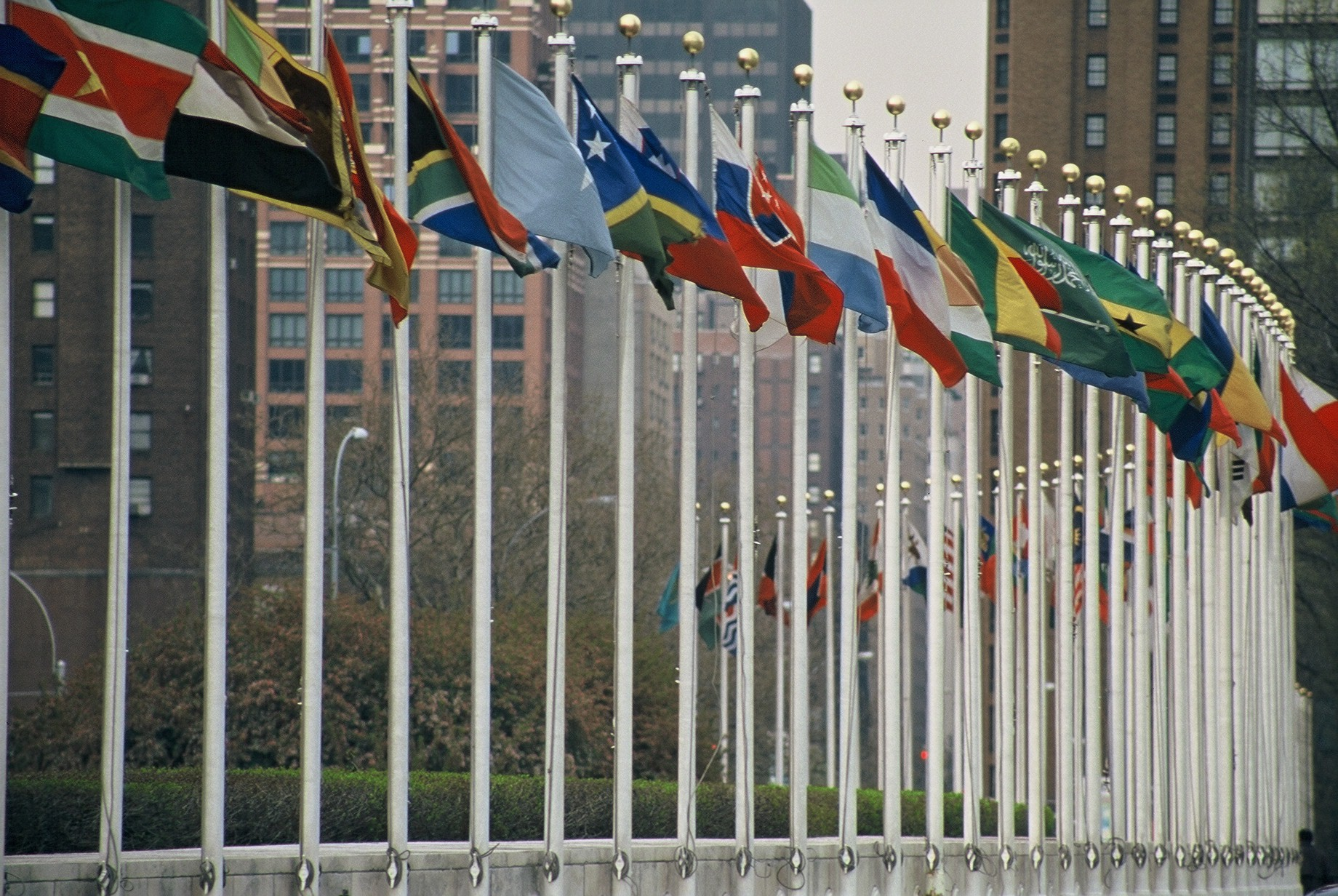
Banderas frente al edificio de las Naciones Unidas.

La Convención sobre la Protección y Promoción de la Diversidad de las Expresiones Culturales, conocida también como Convención para la Diversidad Cultural, es un convenio de la Organización de las Naciones Unidas para la Educación, la Ciencia y la Cultura (UNESCO) aprobado el 20 de octubre de 2005 en París, Francia durante la Conferencia General de la UNESCO. La Convención reconoce los derechos de las partes a tomar medidas para proteger y promover la diversidad de las expresiones culturales, e imponen obligaciones tanto a nivel nacional e internacional para los estados firmantes.
El objetivo de la convención es sentar un marco de referencia para el desarrollo de políticas culturales a nivel nacional que participen en el resguardo de la diversidad cultural y sus expresiones en cada país.

## Antecedentes
Desde finales de 1980, un número creciente de países se muestra preocupado por la proliferación de acuerdos comerciales que promueven la liberalización absoluta del mercado lo que ponía en riesgo a las industrias culturales. 
En noviembre de 2001, fue adoptada la Declaración Universal de la Unesco sobre la Diversidad Cultural y el 21 de mayo fue declarado el Día Mundial para la Diversidad Cultural para el Diálogo y el Desarrollo. En esta declaración se reconoció por primera vez a la diversidad cultural como imperativo ético para la dignidad humana y que requería protección. No obstante, el documento fue una respuesta inadecuada para la protección legal de la diversidad.
Durante 2003 a 2005 hubo negociaciones en la UNESCO para crear un acuerdo internacional que tiene por objeto proteger y promover la diversidad de las expresiones culturales.
El 20 de octubre de 2005 La Convención sobre la Protección y Promoción de la Diversidad de las Expresiones Culturales fue adoptada.
El 18 de marzo de 2007 la Convención entró en vigor y tres meses más tarde, los 56 Estados miembros que lo ratificaron se reúnen en París en la primera Conferencia de las Partes para empezar a trabajar en la aplicación de la Convención.
Hasta la fecha, de acuerdo al Informe Mundial presentado en 2018, 146 Estados miembros, así como la Unión Europea han ratificado la Convención de la UNESCO.